# Monument aux troupes britanniques et hanovriennes
Le Monument aux troupes britanniques et hanovriennes est un monument, situé aux Quatre-Bras de Baisy-Thy, qui honore la mémoire des soldats britanniques et hanovriens qui ont combattu à la bataille des Quatre Bras le 16 juin 1815.

## Localisation
Le Monument aux troupes britanniques et hanovriennes se situe à 180 m à l'ouest du carrefour des Quatre-Bras de Baisy-Thy, sur le territoire de la commune belge de Genappe, dans la province du Brabant wallon.
Il se trouve à quelques dizaines de mètres du Monument aux Belges et du Monument à la cavalerie néerlandaise.
À quelque distance, au sud des Quatre Bras, se dresse le Monument Brunswick.

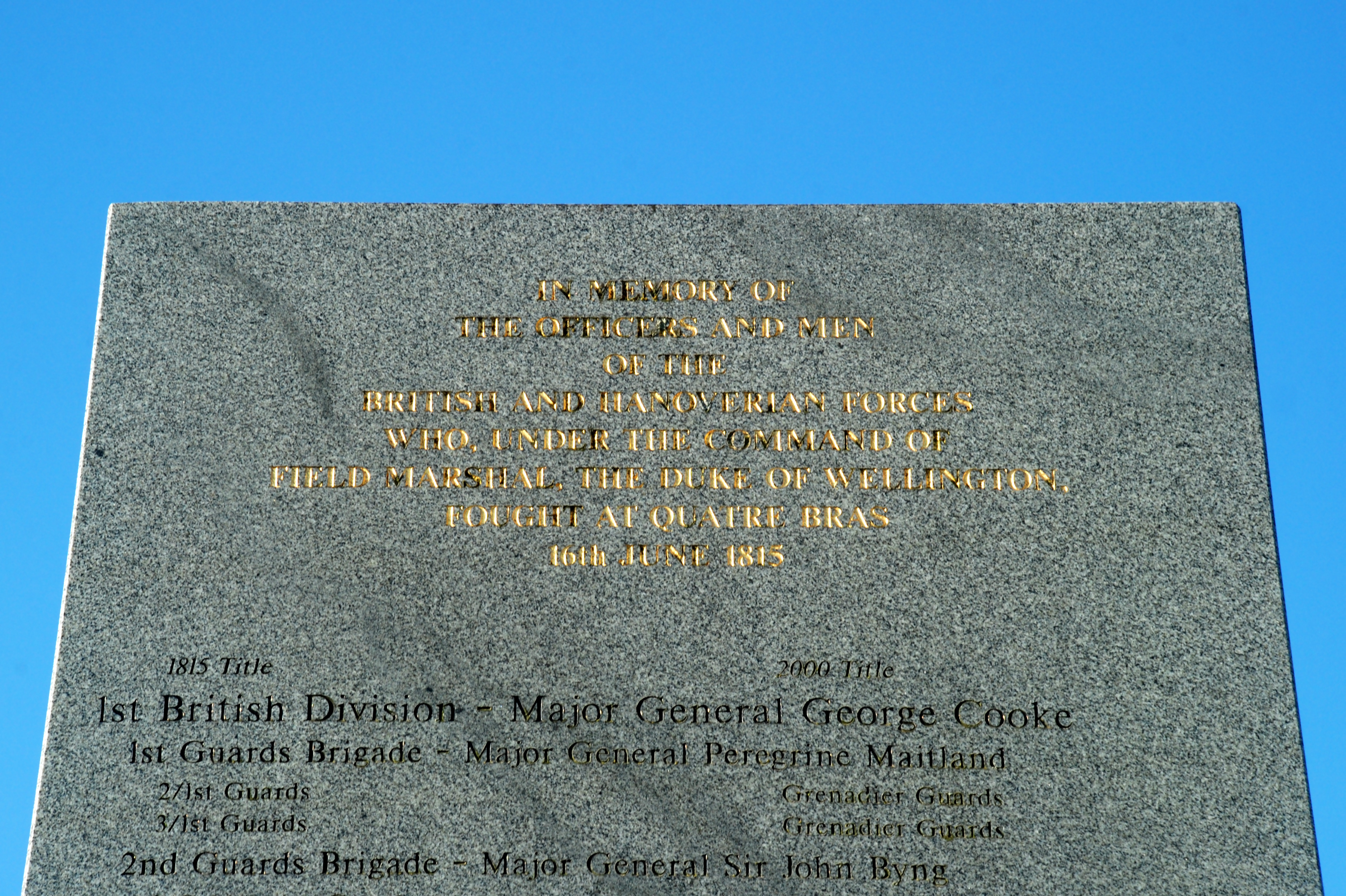
Hommage aux officiers et soldats
des troupes britanniques et hanovriennes

## Historique
Le monument a été inauguré le 7 juin 2002 par le duc de Wellington, huitième descendant du vainqueur de Napoléon Ier,.
L'armée britannique comportait des bataillons de soldats Hanovriens qui, après l'invasion de la principauté de Hanovre par l'armée française, avaient émigré au Royaume-Uni, le Hanovre, la Grande-Bretagne et l’Irlande ayant le même souverain depuis que l’électeur de Hanovre Georg-Ludwig était devenu roi d’Angleterre sous le nom de George Ier en 1714.
Plus au nord, à quelques centaines de mètres de la Butte du Lion, se dresse le Monument aux Hanovriens qui rend hommage aux soldats hanovriens tombés lors de la bataille de Waterloo.

## Description

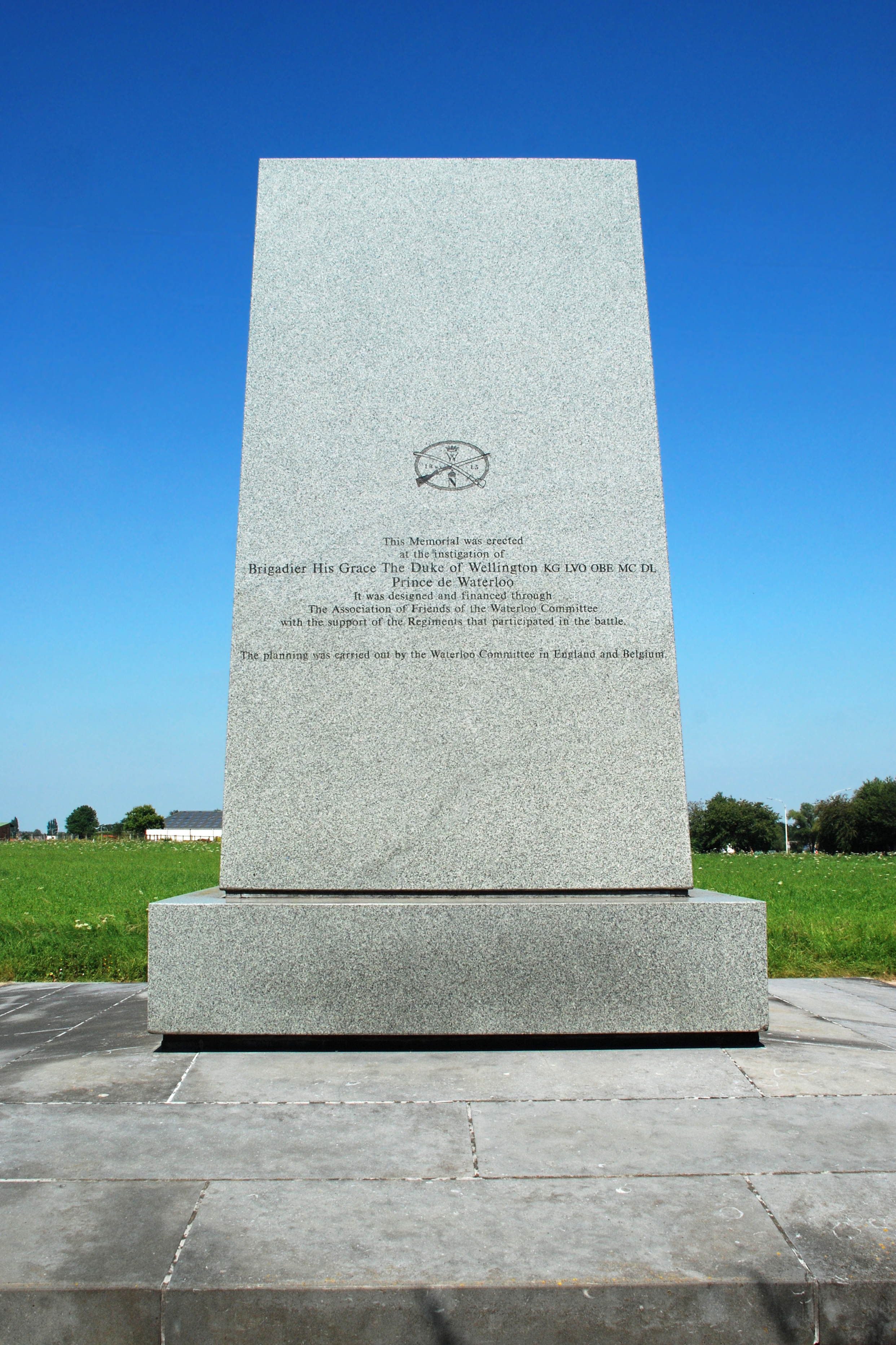
La face arrière du monument.

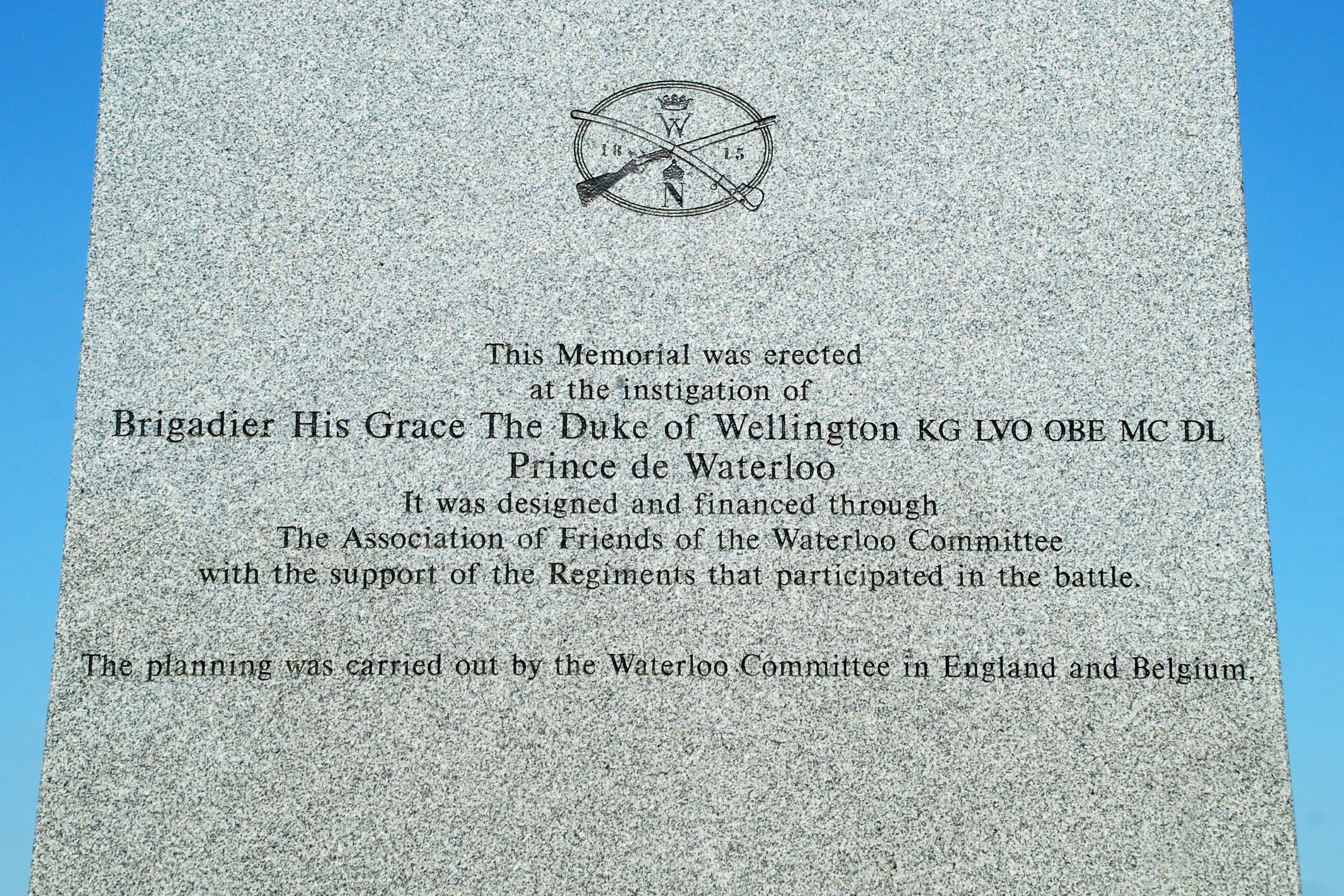
Inscription de la face arrière.

Le monument est un parallélépipède en granit d'Écosse de 10 tonnes, à sommet pyramidal, d'environ 2 mètres de haut, dressé sur un socle en brique recouvert de pierre bleue.
La face avant du monument porte, en lettres d'or, un hommage aux officiers et soldats des troupes britanniques et hanovriennes qui ont combattu le 16 juin 1815 à la bataille des Quatre Bras sous le commandement du duc de Wellington :

« In Memory of

The Officers and Men

of the

British and Hanoverian forces

Who, Under the Commando of

Field Marshal the Duke of Wellington,

Fought at Quatre-Bras

16 June 1815 »

Sous cet hommage figurent les noms des unités britanniques et hanovriennes qui participèrent à la  bataille.
La face arrière affiche :

« This Memorial was erected

at the instigation of

Brigadier His Grace The Duke of Wellington KG LVO OBE MC DL

Prince de Waterloo

It was designed and financed through

The Association of Friends of the Waterloo Committee

with the support of the Regiments that participated in the battle.

 
The planning was carried out by the Waterloo Committee in England and in Belgium »

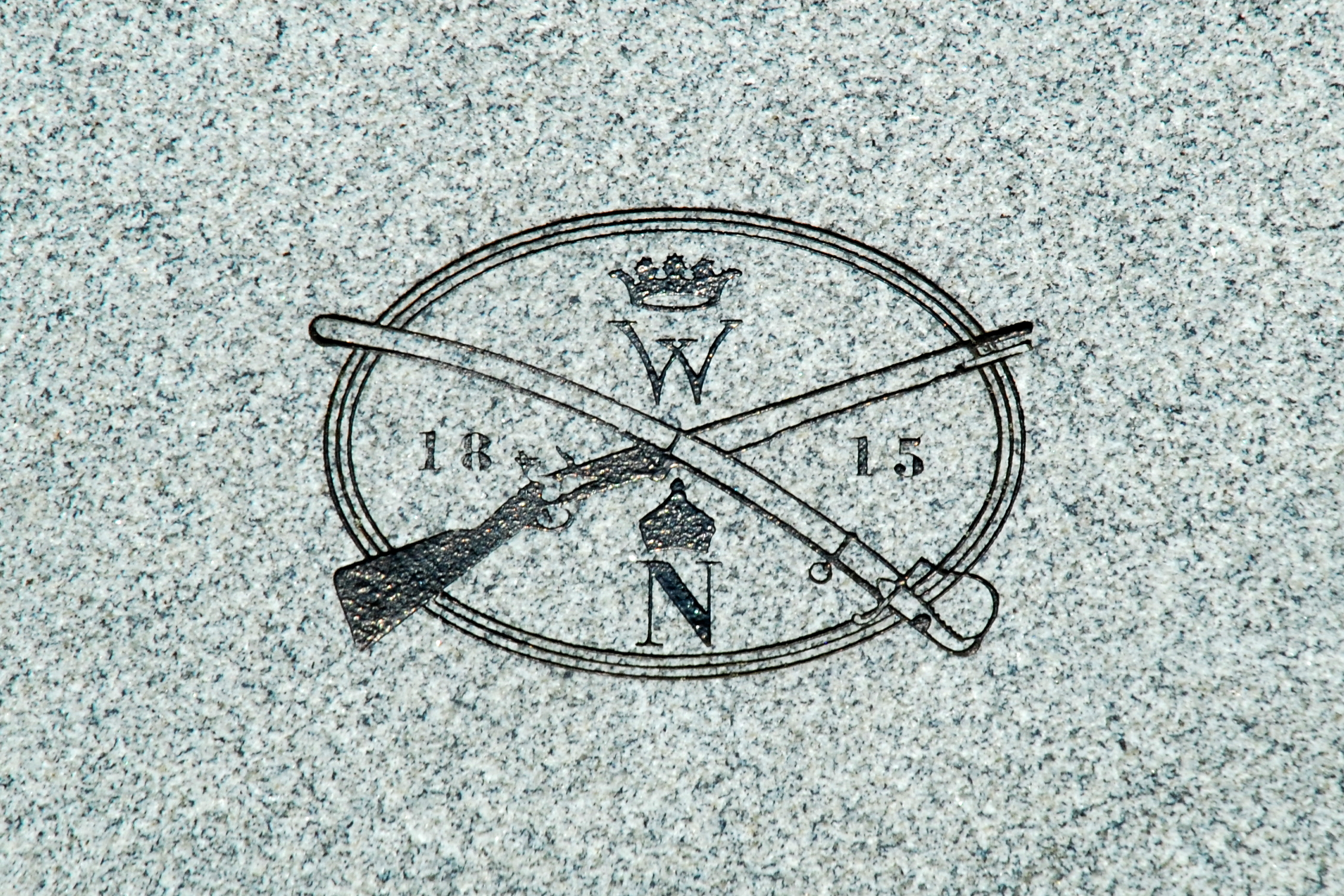